# Список троллейбусных маршрутов Челябинска
По состоянию на апрель 2025 года троллейбусная сеть Челябинска представлена 5 маршрутами, ещё 7 будут запущены в 2025 году после реконструкции троллейбусного депо № 2. Самым длинным маршрутом является № 14.
Первый троллейбус проехал 5 декабря 1942 года по маршруту «Ул. Клары Цеткин — Заводоуправление» — позже он получил № 2.

## Действующие маршруты
Красным цветом выделены маршруты, обслуживаемые новыми троллейбусами «Синара 6254.00» предприятия ООО «Синара – ГТР Челябинск».
Жёлтым цветом выделены маршруты, временно закрытые в связи с изношенностью подвижного состава, которые планируется вернуть в 2025 году.
Курсивом отмечены остановки в одном направлении. Через косую черту – равнозначные остановки, имеющие различные названия в разных направлениях.
| №  | Конечная № 1             | Путь следования | Конечная № 2        | Год изм. | Прежние трассы |
| -- | ------------------------ | --- | ------------------- | -------- | --- |
| 5  | Автовокзал «Центральный» | Ж/д вокзал – Институт путей сообщения – ул. Евтеева – Академическая – ул. Плеханова – Кинотеатр им. Пушкина – Театральная площадь – ТРК «Урал» – Городская больница № 1 – ул. Курчатова – ул. Доватора – Медицинский университет – Областная больница – ул. Рылеева – ТК «Кольцо» – Мебельный пос. – Энергетический колледж – пос. АМЗ | АМЗ                 | 1968     | - Пл. Революции — Областная больница (1960–1965) - Вокзал — Областная больница (1965–1968) |
| 7  | ЧМК                      | ДК «Восток» – Сквер Победы – Администрация – парк им. Тищенко – Общежитие – ул. Богдана Хмельницкого – ул. Мира – Больница ЧМК – ул. Обухова – ДК Строителей – киноцентр «Импульс» – пос. Першино – ТК «Северный» – ул. Черкасская – Троллейбусное депо № 2 – Ветлечебница – Лакокрасочный завод – Инструментальный завод – Комсомольский пр. – ул. Островского – пр. Победы – ул. Калинина – Торговый центр – ДС «Юность» – Алое поле – ул. Южная – ул. Курчатова – ул. Доватора – Медицинский университет – Областная больница – ул. Рылеева – ТК «Кольцо» – Мебельный пос. – Энергетический колледж – Больница АМЗ – ул. Калининградская – ЖК «Ярославский» – Школа № 56                                                                                               | Красный мост        | 2025     | - Центральный клуб — ЧМЗ (1967–1987) - Пос. Першино — ЧМК (1987–2001) - ПКиО — ЧМК (2001–2010) - ЧМК — АМЗ (2015–2024) |
| 10 | Парк Гагарина            | ул. Лесопарковая – Парк Гагарина – ЮУрГУ – Гражданпроект – Агроуниверситет – Алое поле – Публичная библиотека – пл. Революции – магазин «Детский мир» – Центральный рынок – БД «Спиридонов» – Гранд-отель «Видгоф» / Музей ЧТЗ – Комсомольская пл. – Автомеханический завод – Опытный завод – завод «Станкомаш» / ул. Харлова – Технический колледж – ул. Шота Руставели – Дом обуви – ТРК «Аврора» – Управление социальной защиты – Библиотека им. Мамина-Сибиряка – Промышленно-гуманитарный техникум – комплекс Смолинский – Новороссийская ул. – Школа № 130 | Солнечный берег     | 2022     | - Ул. Энергетиков — КБС (1972–1977) - Ул. Энергетиков — Вокзал (1977–1985) - Вокзал — Больница ЧТПЗ (1985–1987) - Вокзал — ЧКПЗ (1987–1997) - ПКиО — Больница ЧТПЗ (1997–2013) - Ул. Молдавская — Кольцо «Солнечный Берег» (2013–2022) |
| 12 | Молдавская               | 8-й микрорайон – ул. Солнечная – Гипермаркет «Теорема» – ул. Ворошилова – ТК «Комсомольский» – ул. Молодогвардейцев – Поликлиника – ул. Пионерская – ул. Красного Урала – ул. Чайковского – ул. Косарева – ул. Краснознамённая – Комсомольский пр. – ул. Островского – пр. Победы – ул. Калинина – Торговый центр – ДС «Юность» – Алое поле – ул. Южная – ул. Курчатова – ул. Доватора – Медицинский университет – Областная больница – ул. Рылеева – ТК «Кольцо» – Мебельный пос. – Энергетический колледж – пос. АМЗ | АМЗ                 | 1974     | не изменялся |
| 14 | Парк Гагарина            | ул. Лесопарковая – Парк Гагарина – ЮУрГУ – Гражданпроект – Агроуниверситет – ул. Труда – Многофункциональный центр – Зоопарк – ТРК «Родник» – ул. Северо-Крымская – ул. Чайковского – пос. Бабушкина – Каширинский рынок – ул. Братьев Кашириных – Педагогический колледж № 1 – пр. Победы – Комсомольский пр. – Поликлиника – ул. Пионерская – ул. Красного Урала – ул. Чайковского – ул. Косарева – ул. Краснознамённая – Комсомольский пр. – Инструментальный завод – Лакокрасочный завод – Ветлечебница – Троллейбусное депо № 2 – ул. Черкасская – ТК «Северный» – пос. Першино – киноцентр «Импульс» – ДК Строителей – ул. Обухова – Больница ЧМК – ул. Мира – ул. Богдана Хмельницкого – Общежитие – парк им. Тищенко – Администрация – Сквер Победы – ДК «Восток» | ЧМК                 | 2013     | - Кислородный завод — Мебельная фабрика (1977–1978) - ЧМЗ — Мебельная фабрика (1978–1984) - ЧМК — АМЗ (1984–1994) - Ул. Братьев Кашириных – ЧМК (1994–2013)                                                                            |
| 16 | ЖБИ                      | Гипсовый завод – ЖБИ-1 – Опытно-механический завод – ул. Механическая – ул. Героев Танкограда – ул. Потёмкина – ул. Бажова – ул. Котина – Сад Победы – ул. 1 Пятилетки – Театр ЧТЗ – Комсомольская пл. – Гранд-отель «Видгоф» / Музей ЧТЗ – БД «Спиридонов» – Центральный рынок – магазин «Детский мир» – пл. Революции – ТРК «Урал» – Городская больница № 1 – ул. Курчатова – ул. Доватора – Медицинский университет – Областная больница – ул. Рылеева – ТК «Кольцо» – Мебельный пос. – Энергетический колледж – пос. АМЗ | АМЗ                 | 2023     | - КБС — Механический завод (1979–1983) - ЧКПЗ — КБС (1983–1986) - КБС — Механический завод (1986–1987) - ЧКПЗ — КБС (1987–1997) - ПКиО — Кинотеатр Восток (2002)                                                                       |
| 17 | Молдавская               | 8-й микрорайон – ул. Солнечная – Гипермаркет «Теорема» – ул. Ворошилова – ТК «Комсомольский» – ул. Молодогвардейцев – пр. Победы – Педагогический колледж № 1 – ул. Братьев Кашириных – Каширинский рынок – пос. Бабушкина – ул. Чайковского – ул. Северо-Крымская – ТРК «Родник» – Зоопарк – Многофункциональный центр – ул. Труда – Агроуниверситет – Алое поле – Публичная библиотека – пл. Революции – магазин «Детский мир» – ул. Плеханова – ул. Евтеева – Академическая – Институт путей сообщения – Ж/д вокзал – ул. Барбюса – ТРК «Аврора» – Управление социальной защиты – Библиотека им. Мамина-Сибиряка – Промышленно-гуманитарный техникум – комплекс Смолинский – Новороссийская ул. – Школа № 130                                                          | Солнечный берег     | 2025     | - Северо-Запад — Кислородный завод (1980–1988) - Северо-Запад (после 1995 года ул. Молдавская) — пр. Ленина (Алое поле) (1988–2001) - ул. Молдавская — Автовокзал «Центральный» (2001–2024)                                            |
| 19 | Парк Гагарина            | ул. Лесопарковая – Парк Гагарина – ЮУрГУ – Гражданпроект – Агроуниверситет – Алое поле – Публичная библиотека – пл. Революции – магазин «Детский мир» – Центральный рынок – БД «Спиридонов» – Гранд-отель «Видгоф» / Музей ЧТЗ – Комсомольская пл. – Театр ЧТЗ – ул. 1 Пятилетки – Сад Победы – ул. Котина – ул. Бажова – магазин «Радуга» – Лицей № 120 – Академия государственной службы – ул. Танкистов – МФЦ – пос. Первоозёрный – Школа № 19 – Первое озеро – Пляж Первоозёрный – ул. Вязовая | Мамина              | 2024     | - Парк Гагарина — пос. Первоозёрный (1986–2024) |
| 21 | Мамина                   | ул. Вязовая – пляж «Первоозёрный» – Первое озеро – Школа № 19 – пос. Первоозёрный – ул. Танкистов – ул. Завалишина – ул. Октябрьская – магазин «Шатура» – ДК «Ровесник» – Сад Победы – ул. 1 Пятилетки – Театр ЧТЗ – Комсомольская пл. – Гранд-отель «Видгоф» / Музей ЧТЗ – БД «Спиридонов» – Центральный рынок – магазин «Детский мир» – пл. Революции – ТРК «Урал» – Городская больница № 1 – ул. Курчатова – ул. Доватора – Медицинский университет – Областная больница – ул. Рылеева – ТК «Кольцо» – Мебельный пос. – Энергетический колледж – Больница АМЗ – ул. Калининградская – ЖК «Ярославский» – Школа № 56 | Красный мост        | 2025     | - Ж/д вокзал — ТЭЦ-3 (1988?–2021) |
| 25 | ЧКПЗ                     | ул. Горелова – ул. Обуховская – Гаражи – Сад «Энергосад-1» – Механический завод – ул. Энергетиков – Завод «Электромашина» – ЧТПЗ (пл. Якова Осадчего) – Школа № 46 – ДК «ЧТПЗ» – оз. Смолино – Комплекс «Смолинский» – Промышленно-гуманитарный колледж – Библиотека им. Мамина-Сибиряка – Управление социальной защиты – ТРК «Аврора» – Дом обуви – ул. Шота Руставели | Технический колледж | 2024     | - ЧКПЗ — КБС (2001–2009) |
| 26 | ЖК «Ньютон»              | Проспект Героя России Родионова – Кардиоцентр – Ледовая арена «Трактор» – ул. 250-летия Челябинска – 25-й микрорайон – 24-й микрорайон – ЧелГУ – ул. Братьев Кашириных – ул. Отрадная – пос. Бабушкина – ул. Чайковского – ул. Северо-Крымская – ТРК «Родник» – Зоопарк – Многофункциональный центр – ул. Труда – Агроуниверситет – Алое поле – Публичная библиотека – пл. Революции – магазин «Детский мир» – Центральный рынок – БД «Спиридонов» – Гранд-отель «Видгоф» / Музей ЧТЗ – Комсомольская площадь – Театр ЧТЗ – Молодёжная | ЧТЗ                 | 2022     | - Ул. Братьев Кашириных — Пос. Первоозёрный (2001–2006) - Ул. Молдавская — Пос. Первоозёрный (2006–2012) - Ул. Молдавская — Ж/д вокзал (2013–2014) - Ул. Молдавская — Пос. Первоозёрный (2014–2021) - Ул. Молдавская — ЧТЗ (2022)      |

## Закрытые маршруты
| №   | Конечная № 1            | Путь следования | Конечная № 2             | Закрытие | Прежние трассы |
| --- | ----------------------- | --- | ------------------------ | -------- | --- |
| 1   | Ж/д вокзал              | ул. Лесопарковая — ПКиО им. Ю. А. Гагарина — ЮУрГУ — Гражданпроект — Агроинженерная академия — Алое поле — Публичная библиотека — пл. Революции — магазин «Детский мир» — ул. Плеханова — ул. Евтеева — Академическая — Институт путей сообщения — Привокзальная пл. | ПКиО им. Ю. А. Гагарина  | 2018     | - Ул. Клары Цеткин — ЧТЗ (1942—1955) |
| 2   | ПКиО им. Ю. А. Гагарина | ул. Лесопарковая — ПКиО им. Ю. А. Гагарина — ЮУрГУ — Гражданпроект — Агроинженерная академия — Алое поле — Публичная библиотека — пл. Революции — магазин «Детский мир» — Центральный рынок — Агентство воздушных путей и сообщений — ТК «Горки» — Комсомольская площадь — Театр ЧТЗ — Молодёжная | ЧТЗ                      | 2017     | - Ул. Клары Цеткин — Вокзал (1942—1955) - ПКиО — ЧТЗ (1955—2012) - ПКиО им. Ю. А. Гагарина — Пос. Чурилово (2014) |
| 3   | Ж/д вокзал              | Привокзальная площадь — Институт путей сообщения — ул. Евтеева — Академическая — ул. Плеханова — магазин «Детский мир» — Центральный рынок — Агентство воздушных путей и сообщений — ТК «Горки» — Комсомольская площадь — Театр ЧТЗ — Молодёжная | ЧТЗ                      | 2018     | - Вокзал — ЧТЗ (1944—1977) - Вокзал — ТЭЦ-2 (1977—2014) |
| 3к  | ТК «Синегорье»          | Привокзальная площадь — Институт путей сообщения — ул. Евтеева — Академическая — ул. Плеханова — магазин «Детский мир» — Центральный рынок — Агентство воздушных путей и сообщений — ТК «Горки» — Комсомольская площадь — Театр ЧТЗ — Молодёжная | ЧТЗ                      | 2004     | не изменялся |
| 4   | ЧКПЗ                    | ул. Горелова — ул. Обуховская — Гаражи — Механический завод — ТЭЦ-1 — ЖБИ-2 — Профилакторий — ул. Харлова — Политехникум — ул. Шота Руставели — Дом обуви — Кинотеатр «Аврора» — Управление социальной защиты населения — Библиотека им. Мамина-Сибиряка — Строительное училище — магазин «Спорттовары» — ул. Новороссийская | Кольцо «Солнечный Берег» | 2019     | - ПКиО — КБС (1957—1969) - ПКиО — Механический завод (1969—1979) - ПКиО — Механический завод — к/т «Восток» — оз. Смолино — КБС — ПКиО (1979—1985) - Кинотеатр «Урал» — Кинотеатр «Восток» (1985—1993) - ЧКПЗ — Больница ЧТПЗ (1993—1998) - ЧКПЗ — Механический завод — к/т «Восток» — оз. Смолино — КБС — Механический завод — ЧКПЗ (1998—2002) |
| 5к  | ТК «Синегорье»          | Привокзальная площадь — Институт путей сообщения — ул. Евтеева — Академическая — ул. Плеханова — Кинотеатр Пушкина — Кинотеатр «Урал» — Городская больница — ул. Курчатова — ул. Доватора — Медицинский университет — Областная больница — ул. Рылеева | Мебельная фабрика        | 2004     | не изменялся |
| 6   | ЧТЗ                     | ул. Молодёжная — Театр ЧТЗ — ул. Первой Пятилетки — Сад Победы — ул. Котина — ул. Бажова — Магазин Радуга — Школа № 120 — Академия государственной службы — ул. Танкистов — МФЦ | Пос. Первоозёрный        | 2023     | не изменялся |
| 8   | ПКиО им. Ю. А. Гагарина | ул. Лесопарковая — ПКиО им. Ю. А. Гагарина — ЮУрГУ — Гражданпроект — Аграрный университет — Алое поле — Публичная библиотека — пл. Революции — магазин «Детский мир» — Центральный рынок — Агентство воздушных путей и сообщений — ТК «Горки» — Комсомольская площадь — Автомеханический завод — Опытный завод — ул. Харлова — Политехникум — ул. Шота Руставели — Дом Обуви — Кинотеатр «Аврора» — Управление социальной защиты населения — Библиотека им. Мамина-Сибиряка — Строительное училище — Комплекс «Смолинский» — Озеро Смолино — ДК «ЧТПЗ» — Школа — Трубопрокатный завод — Завод «Электромашина» — ул. Энергетиков — Механический завод — Сад «Энергетик» — Гаражи — ул. Обуховская — ул. Горелова | ЧКПЗ                     | 2022     | - ПКиО — озеро Смолино (1969—1970) - ПКиО — ул. Энергетиков (1970—1979) - ПКиО — Механический завод — к/т «Восток» — оз. Смолино — КБС — ПКиО (1979—1985) - ПКиО — Механический завод (1985—2005) |
| 9   | ЖБИ-1                   | Гипсовый завод — ЖБИ-1 — Опытно-механический завод — ул. Механическая — ул. Героев Танкограда — ул. Потёмкина — ул. Бажова — ул. Котина — Сад Победы — ул. Первой Пятилетки — Театр ЧТЗ — Молодёжная | ЧТЗ                      | 2014     | - ЖБИ-1 — ЧТЗ (1971—1977) - ЖБИ-1 — ТЭЦ-2 (1977—2014) |
| 11  | ЧТЗ                     | ул. Молодёжная — Комсомольская пл. — ТК «Горки» — Агентство воздушных путей и сообщений — Центральный рынок — магазин «Детский мир» — пл. Революции — Кинотеатр «Урал» — Городская больница — ул. Курчатова — ул. Доватора — Медицинский университет — Областная больница — ул. Рылеева — ТК «Кольцо» — Мебельный пос. — Энергетический колледж — пос. АМЗ | АМЗ                      | 2022     | - Вокзал — ТЭЦ-2 (1972—1977) |
| 12к | Ул. Молдавская          | 8-й микрорайон — ул. Солнечная — ул. Ворошилова — ТК «Комсомольский» — ул. Молодогвардейцев — Поликлиника — ул. Пионерская — ул. Красного Урала — ул. Чайковского — ул. Косарева — Краснознамённая ул. — Комсомольский просп. — ул. Островского — просп. Победы — Автомобильное училище — Торговый центр — ДС «Юность» — Алое поле — Южная ул. — ул. Курчатова — ул. Доватора — Медицинский университет — Областная больница — ул. Рылеева | Мебельная фабрика        | 2004     | не изменялся |
| 13  | Ул. Братьев Кашириных   | Педагогическое училище — просп. Победы — ул. Молодогвардейцев — Поликлиника — ул. Пионерская — ул. Красного Урала — ул. Чайковского — ул. Косарева — Краснознамённая ул. — Комсомольский просп. — ул. Островского — просп. Победы — Автомобильное училище — Торговый центр — ДС «Юность» — Алое поле — Аграрная академия — Гражданпроект — ЮУрГУ | ПКиО им. Ю. А. Гагарина  | 2019     | - Северо-Запад — ПКиО (1975—1997) - Ул. Братьев Кашириных — Алое поле (2012) |
| 13к | Ул. Братьев Кашириных   | Педагогическое училище — просп. Победы — ул. Молодогвардейцев — Поликлиника — ул. Пионерская — ул. Красного Урала — ул. Чайковского — ул. Косарева — Краснознамённая ул. — Комсомольский просп. — ул. Островского — просп. Победы — Автомобильное училище — Торговый центр — ДС «Юность» | Алое поле                | 2012     | не изменялся |
| 15  | Ул. Молдавская          | 8-й микрорайон — ул. Солнечная — Гипермаркет «Теорема» — ул. Ворошилова — ТК «Комсомольский» — ул. Молодогвардейцев — Поликлиника — ул. Пионерская — ул. Красного Урала — ул. Чайковского — ул. Косарева — Краснознамённая ул. — Комсомольский просп. — Лакокрасочный завод — Ветлечебница — Троллейбусное депо № 2 — ул. Черкасская — Авторынок — пос. Першино — ДЦ «Импульс» — ДК «Строитель» — Больница ЧМК — Общежитие — Кинотеатр «Россия» — Администрация — Сквер Победы — ДК «Восток» | ЧМК                      | 2022     | не изменялся |
| 18  | Ж/д вокзал              | Привокзальная площадь — Институт путей сообщения — ул. Евтеева — Академическая — ул. Плеханова — магазин «Детский мир» — Центральный рынок — Агентство воздушных путей и сообщений — ТК «Горки» — Комсомольская площадь — Автомеханический завод — Опытный завод — КБС — Профилакторий — ЖБИ-2 — ТЭЦ-1 — Механический завод — сад «Энергетик» — Гаражи — ул. Обуховская — ул. Горелова | ЧКПЗ                     | 2020     | - ПКиО — ЧКПЗ (1983—1995) |
| 20  | ЧКПЗ                    | ул. Горелова — ул. Обуховская — Гаражи — Механический завод — ул. Энергетиков — Завод «Электромашина» — Трубопрокатный завод — Кинотеатр «Восток» — ДК «ЧТПЗ» — озеро Смолино — ул. Новороссийская | Больница ЧТПЗ            | 2001     | - ЧКПЗ — Механический завод — Кинотеатр «Восток» — озеро Смолино — КБС — Механический завод — ЧКПЗ (1986—1993) |
| 21к | Железнодорожный вокзал  | Привокзальная площадь — Институт путей сообщения — ул. Евтеева — Академическая — ул. Плеханова — магазин «Детский мир» — Центральный рынок — Агентство путей и сообщений — ТК «Горки» — Комсомольская площадь — Театр ЧТЗ — ул. Первой Пятилетки — Сад Победы — ул. Котина — ул. Бажова — магазин «Радуга» — магазин «Россия» — Уральская академия государственной службы — ул. Танкистов | пос. Первоозёрный        | 2012     | не изменялся |
| 21с | ЧТЗ                     | ул. Молодёжная — Театр ЧТЗ — ул. Первой Пятилетки — Сад Победы — ул. Котина — ул. Бажова — магазин «Радуга» — магазин «Россия» — Академия государственной службы — ул. Танкистов — Тракторосад-2 — Тракторосад-1 — Центральная усадьба — Сад «Дружба» — Сад «Учителей» — Проходная ТЭЦ-3 | ТЭЦ-3                    | 2022     | не изменялся |
| 22  | Ул. Молдавская          | 11-й микрорайон — 18-й микрорайон — ул. Чичерина — ул. 250-летия Челябинска — 25-й микрорайон — 24-й микрорайон — ЧелГУ — ул. Братьев Кашириных — Каширинский рынок — пос. Бабушкина — ул. Чайковского — ул. Северо-Крымская — Родничок — Зоопарк — ул. Труда — ДС «Юность» — Алое поле — ул. Энгельса — Гражданпроект — ЮУрГУ | ПКиО                     | 2010     | - КБС — Больница ЧТПЗ (1990—1994) - Ул. Братьев Кашириных — ул. Энгельса (1995—1996) - Ул. Братьев Кашириных — ПКиО (1996—1997) - Ул. Молдавская — ПКиО (1997—2006) |
| 23  | Ул. Молдавская          | 8-й микрорайон — ул. Солнечная — Гипермаркет «Теорема» — ул. Ворошилова — ТК «Комсомольский» — Поликлиника — ул. Пионерская — ул. Красного Урала — ул. Чайковского — ул. Косарева — Краснознамённая ул. — Комсомольский просп. — ул. Островского — просп. Победы — ул. Калинина — Торговый центр — ДС «Юность» — Алое поле — ул. Южная — ул. Курчатова — ул. Доватора — Медицинский университет — Областная больница — ул. Рылеева | ТК «Кольцо»              | 2016     | - ТЭЦ-2 — ТЭЦ-3 (1996) |
| 23с | ТЭЦ-2                   | База ПТК — Восточная проходная — завод Шлифизделий — ул. Молодёжная — Театр ЧТЗ — ул. Первой Пятилетки — Сад Победы — ул. Котина — ул. Бажова — магазин «Радуга» — магазин «Россия» — Академия государственной службы — ул. Танкистов — Тракторосад-2 — Тракторосад-1 — Центральная усадьба — Сад «Дружба» — Сад «Учителей» — Проходная ТЭЦ-3 | ТЭЦ-3                    | 1997     | не изменялся |
| 24  | Ул. Молдавская          | 8-й микрорайон — ул. Солнечная — ул. Ворошилова — ТК «Комсомольский» — гостиница «Виктория» — просп. Победы — Педучилище — ул. Братьев Кашириных — Каширинский рынок — пос. Бабушкина — ул. Чайковского — ул. Северо-Крымская — Родничок — Зоопарк — ул. Труда — ДС «Юность» | Алое поле                | 2003     | - Вокзал — Кинотеатр «Восток» (1997—2001) - Ул. Братьев Кашириных — Мебельная фабрика (2001) |
| 26А | Микрорайон «Парковый»   | 55-й микрорайон — ул. Бейвеля — ЖК «Александровский» — 18-й микрорайон — ул. Чичерина — ул. 250-летия Челябинска — 25-й микрорайон — 24-й микрорайон — ЧелГУ — ул. Братьев Кашириных — Каширинский рынок — пос. Бабушкина — ул. Чайковского — ул. Северо-Крымская — ТРК «Родник» — Зоопарк — Многофункциональный центр — ул. Труда — Агроуниверситет — Алое поле — Публичная библиотека — пл. Революции — магазин «Детский мир» — ул. Плеханова — Академическая — ул. Евтеева — Институт путей сообщения — Привокзальная пл. | Ж/д вокзал               | 2015     | не изменялся |
| 26к | Ул. Молдавская          | 11-й микрорайон — 18-й микрорайон — ул. Чичерина — ул. 250-летия Челябинска — 25-й микрорайон — 24-й микрорайон — ЧелГУ — ул. Братьев Кашириных — Каширинский рынок — пос. Бабушкина — ул. Чайковского — ул. Северо-Крымская — ТРК «Родник» — Зоопарк — Многофункциональный центр — ул. Труда — Агроуниверситет — Алое поле — Публичная библиотека — пл. Революции | Магазин «Детский мир»    | 2013     | - Ул. Молдавская — Алое поле (2012) |
| 27  | Ул. Молдавская          | 11-й микрорайон — 18-й микрорайон — ул. Чичерина — ул. 250-летия Челябинска — 25-й микрорайон — 24-й микрорайон — ЧелГУ — ул. Братьев Кашириных — Каширинский рынок — пос. Бабушкина — ул. Чайковского — ул. Северо-Крымская — ТРК «Родник» — Зоопарк — Многофункциональный центр — ул. Труда — Агроуниверситет — Гражданпроект — ЮУрГУ | ПКиО им. Ю. А. Гагарина  | 2018     | - Микрорайон «Парковый» — Ж/д вокзал (2015) - Ул. Молдавская — Ж/д вокзал (2016—2017) - Ж/д вокзал — ул. Братьев Кашириных — ул. Чичерина — Комсомольский просп. — ул. Братьев Кашириных — Ж/д вокзал (2018) |

## Филиалы ООО «ЧелябГЭТ»
| № депо                      | 1                    | 1 | 2 | 3                    |
| Адрес депо                  | ул. Клары Цеткин, 56 | ул. Артиллерийская, 117                                                                                    | Свердловский тракт, 9а | Копейское ш., 34     |
| --------------------------- | -------------------- | --- | --- | -------------------- |
| Годы эксплуатации           | 1942—1960            | 1959—2012                                                                                                  | с 1975 | 1988—2011            |
| Парковые №                  | 1—110                | 1001—1199                                                                                                  | 2401—2899 | 3700—3899            |
| Маршруты обслуживаемые депо | № 1—4                | - До 2011: № 3, 5, 6, 9, 11, 16, 19, 21 и 26 - После 2011: № 3, 4, 5, 6, 8, 9, 10, 11, 16, 18, 19, 21 и 26 | - До 2011: № 7, 13, 14, 15, 17, 23 и 26 - После 2011: № 1, 13, 14, 15, 17, 23 и 26 - После 2012: Все маршруты (троллейбусы с 1*** на борту на маршрутах: № 5, 7, 8, 10, 16, 19 и 26, троллейбусы с 2*** на борту на маршрутах: № 7, 10, 12, 14, 15, 17 и 26) | № 1, 3, 4, 8, 10, 18 |